# Щепанівська сільська рада
Ще́панівська сільська́ ра́да — адміністративно-територіальна одиниця та орган місцевого самоврядування в Козівському районі Тернопільської області. Адміністративний центр — село Щепанів.

## Загальні відомості
- Територія ради: 0,111 км²
- Населення ради: 650 осіб (станом на 2001 рік)

## Населені пункти
Сільській раді підпорядковані населені пункти:
- с. Щепанів
- с. Бартошівка

## Склад ради
Рада складається з 16 депутатів та голови.
- Голова ради: Новачинський Михайло Матвійович
- Секретар ради: Смишнюк Надія Ярославівна

### Керівний склад попередніх скликань
| Прізвище, ім'я, по батькові     | Основні відомості                                                 | Дата обрання | Дата звільнення |
| ------------------------------- | ----------------------------------------------------------------- | ------------ | --------------- |
| Новачинський Михайло Матвійович | Сільський голова, 1947 року народження, освіта вища, безпартійний | 26.03.2006   | 31.10.2010      |
| Новачинський Михайло Матвійович | Сільський голова, 1947 року народження, освіта вища, безпартійний | 31.10.2010   |                 |

Примітка: таблиця складена за даними сайту Верховної Ради України

### Депутати
За результатами місцевих виборів 2010 року:
- Кількість мандатів: 16
- Кількість мандатів, отриманих за результатами виборів: 15
- Кількість мандатів, що залишаються вакантними: 1

#### За суб'єктами висування
| Суб'єкт висування | Кількість обраних депутатів | %   |
| ----------------- | --------------------------- | --- |
| Самовисування     | 15                          | 100 |

#### За округами
| № округу | Прізвище, ім'я, по батькові   | Дата визнання обраним | Освіта             | Партійна приналежність | Відомості про обраного депутата                                         |
| -------- | ----------------------------- | --------------------- | ------------------ | ---------------------- | ----------------------------------------------------------------------- |
| 1        | Заяць Андрій Васильович       | 04.11.2010            | середня спеціальна | позапартійний          | тимчасово не працює                                                     |
| 2        | Малярчук Олександр Іванович   | 04.11.2010            | середня спеціальна | позапартійний          | Львівський національний аграрний університет, студент                   |
| 3        | Смишнюк Надія Ярославівна     | 04.11.2010            | вища               | позапартійна           | Сільська рада с. Щепанів, секретар                                      |
| 4        | Малярчук Володимир Іванович   | 04.11.2010            | незакінчена вища   | позапартійний          | Тернопільський національний технічний університет ім. І. Пулюя, студент |
| 5        | Стажецький Степан Михайлович  | 04.11.2010            | незакінчена вища   | позапартійний          | Університет управління природними ресурсами, студент                    |
| 6        | Мойсей Василь Михайлович      | 04.11.2010            | середня спеціальна | позапартійний          | Тернопільський національний економічний університет, студент            |
| 7        | Заєць Василь Васильович       | 18.03.2012            | вища               | позапартійний          | тимчасово не працює                                                     |
| 8        | Бабій Михайло Андрійович      | 04.11.2010            | вища               | позапартійний          | тимчасово не працює                                                     |
| 10       | Тучанець Володимир Михайлович | 18.03.2012            | середня спеціальна | позапартійний          | тимчасово не працює                                                     |
| 11       | Цяпута Василь Любомирович     | 04.11.2010            | вища               | позапартійний          | Тернопільський інститут соціальних інформ. технол., студент             |
| 12       | Горейда Михайло Андрійович    | 04.11.2010            | середня спеціальна | позапартійний          | тимчасово не працює                                                     |
| 13       | Цяпута Назарій Васильович     | 04.11.2010            | середня            | позапартійний          | Тернопільський центр професій про технічної освіти № 1, студент         |
| 14       | Позьомко Василь Анатолійович  | 03.03.2013            | середня            | позапартійний          | тимчасово не працює                                                     |
| 15       | Тучапець Василь Михайлович    | 04.11.2010            | незакінчена вища   | позапартійний          | Галицький інститут, студент                                             |
| 16       | Качарай Тарас Михайлович      | 04.11.2010            | незакінчена вища   | позапартійний          | тимчасово не працює                                                     |